# Tangier-Krankheit

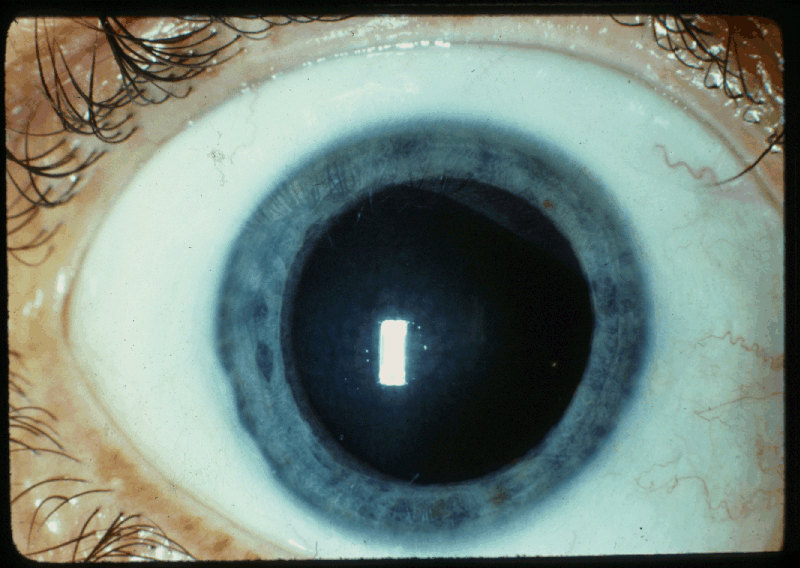
Durch Fetteinlagerungen kann die Hornhaut eintrüben.

Die Tangier-Krankheit ist eine seltene Erbkrankheit des Fettstoffwechsels. Bei dieser Erkrankung ist die Freisetzung von Cholesterin aus der Zelle gestört, wodurch es einerseits zu einer verminderten Bildung von High-Density-Lipoproteinen sowie andererseits zu einer vermehrten Cholesterinspeicherung kommt, welche insbesondere im Bindegewebe lymphatischer Organe auftritt. Leitsymptom sind gelb-orange Flecken auf vergrößerten Gaumenmandeln. Zudem können Erkrankungen der Nerven, Vergrößerungen von Bauchorganen und gehäuft Atherosklerose auftreten. Die Prognose ist insgesamt günstig, eine Heilung derzeit jedoch nicht möglich.
Der Begriff Tangier-Krankheit wird in der Literatur gleichbedeutend mit „An-α-Lipoproteinämie“ („Analphalipoproteinämie“), „Familiärer HDL-Mangel“ und „Familiärer Hypoalphalipoproteinämie“ verwendet.

## Geschichtliche Aspekte und Verbreitung

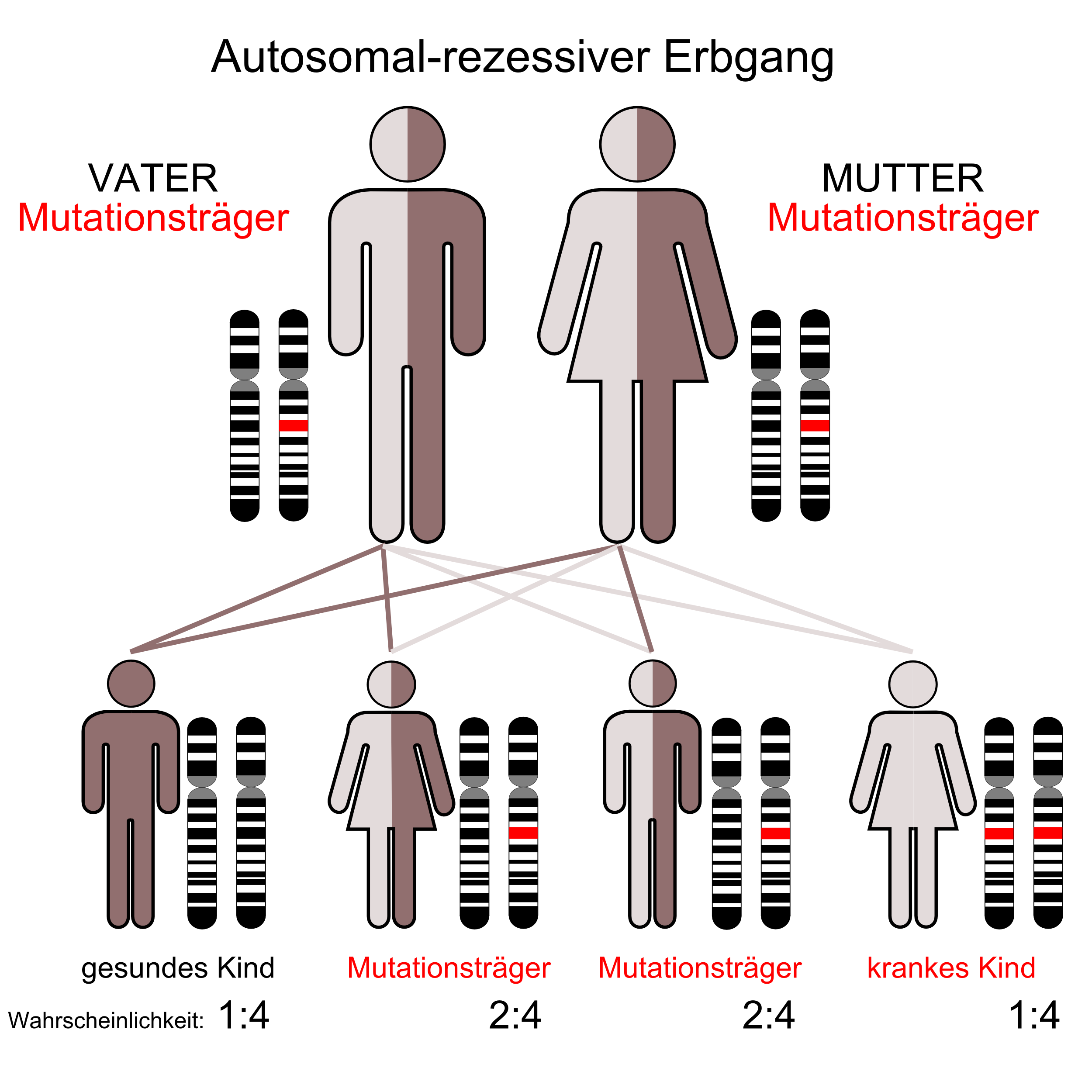
Die Tangier-Krankheit hat einen autosomal-rezessiven Erbgang.

Die Erkrankung wurde vom Erstbeschreiber Donald S. Fredrickson 1961 nach der isoliert vor der Küste Virginias liegenden Insel Tangier benannt, da die beiden ersten beschriebenen Patienten von dort stammten.
Es handelt sich um eine seltene Erkrankung. Bis 1978 sind weltweit 25 Fälle, bis 1987 35 Fälle (davon 21 mit begleitenden neurologischen Symptomen) und bis 2005 über 100 Patienten berichtet worden.

## Ursache und Krankheitsentstehung
Die Tangier-Krankheit wird autosomal-rezessiv vererbt. Der zugrunde liegende Gendefekt ist auf dem langen Arm des Chromosom 9 lokalisiert (9q31) und betrifft das ABCA-1-Gen. Letzteres kodiert für ein Transportprotein, das für die Ausschleusung von Cholesterin aus der Zelle verantwortlich ist.
Durch den Gendefekt ist die Ausschleusung von Cholesterin aus der Zelle gestört, das so nicht zusammen mit Apolipoprotein A-I zur Bildung von High Density Lipoprotein im Blutserum beitragen kann. Hierdurch kommt es zu einem HDL-Mangel mit Serumkonzentrationen, die im Vergleich zu Normalpersonen um das 100–200fache erniedrigt sind, während sich in der Zelle Cholesterinester ansammeln.

## Diagnose

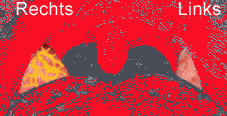
Schemazeichnung des Leitsymptomes. Die rechte Tonsille ist typisch verändert, die linke normal dargestellt.

Als Leitsymptom finden sich bereits im Kindesalter hypertrophe, gelb- bis orangegefärbte Mandeln. Fredrickson dokumentierte diese Veränderung bereits in seiner Erstbeschreibung photographisch. Wurden die Tonsillen entfernt, finden sich als zuverlässige Befunde kleine (1–2 mm Durchmesser) Flecken in der Schleimhaut des Afters. Wegweisend für die Diagnose sind, neben den typisch veränderten Tonsillen, die Spiegel von Gesamtcholesterin, Triglyceriden, HDL-Cholesterin und Apolipoprotein A-I im Blut. Die α- und Prä-β-Bande in der Lipoprotein-Elektrophorese fehlen. Der Cholesterinspiegel im Blut liegt unter 100 mg/dl (meist unter 25 mg/dl), das HDL-Cholesterin fehlt, oder das wenige, das in einigen Fällen noch vorhanden ist, ist fehlstrukturiert (wie auch LDL und VLDL). Nicht davon betroffen sind die Triglyceride, die sogar erhöht sein können. Erniedrigt ist meist ebenfalls das Apolipoprotein A-II.
Der klinische Verdacht auf das Vorliegen einer Tangier-Krankheit kann durch eine humangenetische Untersuchung bestätigt werden. Eine Biopsie von Nerven ist zur Diagnosestellung üblicherweise nicht erforderlich.

## Klinisches Bild
Neben der bereits beschriebenen Vergrößerung und Veränderungen der Tonsillen können Muskelschwäche und Nervensymptome, insbesondere Sensibilitätsstörungen an den Beinen sowie eine Vergrößerung von Leber und Milz auftreten. Auch ist in einem Einzelfall eine massive Vergrößerung der Bauchspeicheldrüse beschrieben.
Die Abwesenheit des HDL-Cholesterins begünstigt die Entstehung einer Arteriosklerose. Der Verlauf ist jedoch individuell unterschiedlich, so dass eine koronare Herzkrankheit bei manchen Patienten erst in fortgeschrittenem Lebensalter auftritt. Hornhauttrübungen und Blutbildveränderungen (z. B. hämolytische Anämie, Mangel an Blutplättchen) wurden ebenfalls beschrieben.
Die durch Erkrankung des peripheren Nervensystems entstehende neurologische Symptomatik kann sich in drei unterschiedlichen Formen bemerkbar machen. Zum einen als distale sensomotorische Neuropathie mit Gefühls- und Bewegungsstörung der Beine und Arme, des Weiteren als einzelne Nerven wiederkehrend betreffende Neuropathie (rezidivierende Mononeuropathie) sowie als ein im Erwachsenenalter beginnendes an eine Syringomyelie erinnerndes (pseudosyringomyelitisches) Syndrom mit Schwäche der Gesichtsmuskulatur und der kleinen Muskeln der Hand, fehlenden oder schwachen Muskeleigenreflexen, Schmerz und Temperaturempfindungs- und später auch allgemeinen Gefühlsstörungen an Rumpf und stammnahen Extremitäten.
Die Nervenleitgeschwindigkeit ist bei den beiden erstgenannten Verlaufsformen normal. Inwieweit sich diese Krankheitsformen nicht nur feingeweblich, sondern auch genetisch unterscheiden, ist bislang nicht abschließend geklärt, aber Gegenstand der Forschung.

## Pathologie
Bei der Tangier-Krankheit lagern sich Cholesterinester in den Makrophagen verschiedener Gewebe ab (z. B. peripheres und zentrales Nervensystem, Milz, Lymphknoten, Knochenmark, retikuloendotheliales System, Thymus, Mastdarmschleimhaut und Haut). Diese Ablagerungen sind ursächlich für die klinisch auffällige typische Gelb-Orangefärbung der Tonsillen. Feingeweblich sind in den befallenen Geweben die fettbeladenen Makrophagen als Schaumzellen nachweisbar.
In der Nervenbiopsie findet sich bei Patienten mit der seltenen syringomyelie-ähnlichen Verlaufsform eine teils ausgeprägte Reduktion myelinisierter und unmyelinisierter Axone bei Nachweis einer Vakuolisierung von Schwann-Zellen und endoneuralen Makrophagen. Bei den (mono)-neuropathischen Formen können unter Umständen lediglich unspezifische Zeichen einer De- und Remyelinisation nachweisbar sein.

## Behandlung und Prognose
Eine kausale Behandlung der Erkrankung ist bislang nicht möglich, gentechnische Ansätze sind jedoch vorstellbar. Allgemein wird eine fettarme Ernährung empfohlen.
Die Prognose wird als relativ günstig eingeschätzt. Im Erwachsenenalter besteht jedoch ein erhöhtes Risiko für die Entwicklung von Gefäßerkrankungen, wobei eine valide Risikoeinschätzung auch wegen der niedrigen Zahl bekannter Fälle nicht möglich ist.